# فريدريك أغسطس راوش
فريدريك أغسطس راوش (بالإنجليزية: Frederick Augustus Rauch)‏ هو فيلسوف أمريكي، ولد في 27 يوليو 1806، وتوفي في 2 مارس 1841.